# Tournoi de Wimbledon 1920
 (mai 2023).
Si vous disposez d'ouvrages ou d'articles de référence ou si vous connaissez des sites web de qualité traitant du thème abordé ici, merci de compléter l'article en donnant les références utiles à sa vérifiabilité et en les liant à la section « Notes et références ».
Résultats du Tournoi de Wimbledon 1920.

## Simple messieurs
Finale : Bill Tilden  États-Unis bat Gerald Patterson  Australie 2-6, 6-2, 6-3, 6-4.

## Simple dames
Finale : Suzanne Lenglen  France bat Dorothea Douglass Chambers  Royaume-Uni 6-3, 6-0.